# 1518 az irodalomban
Az 1518. év az irodalomban.

## Új művek
- Rotterdami Erasmus egyik kiemelkedő munkája: Colloquia familiaria (Nyájas beszélgetések).
- Elkészül Niccolò Machiavelli vígjátéka, a Mandragóra (Mandragola). (1524-ben jelent meg.)

## Születések
- március 15. – Giovanni Maria Cecchi olasz vígjáték-költő († 1587)